# Der Tod und das Mädchen
La Jeune Fille et la Mort
Pour les articles homonymes, voir La Jeune Fille et la Mort.
Der Tod und das Mädchen, opus 7 no 3, D.531 (en français La Jeune Fille et la Mort) est un lied  pour voix et piano composé par Franz Schubert en février 1817. Les paroles, en allemand, sont tirées d'un poème de Matthias Claudius.
L'accompagnement au piano est repris comme thème suivi de variations, dans le second mouvement du Quatuor à cordes no 14 en ré mineur « La Jeune Fille et la Mort », D. 810 écrit en 1824.

## Texte
| Texte original allemand | Traduction française |
| --- | --- |
| Das Mädchen Vorüber! Ach, vorüber! Geh, wilder Knochenmann! Ich bin noch jung, geh Lieber! Und rühre mich nicht an. Der Tod Gib deine Hand, du schön und zart Gebild! Bin Freund, und komme nicht, zu strafen. Sei gutes Muts! ich bin nicht wild, Sollst sanft in meinen Armen schlafen! | La jeune fille Va-t'en ! Ah ! va-t'en ! Disparais, odieux squelette ! Je suis encore jeune, va-t-en ! Et ne me touche pas. La Mort Donne-moi la main, douce et belle créature ! Je suis ton amie, tu n'as rien à craindre. Laisse-toi faire ! N'aie pas peur Viens doucement dormir dans mes bras ! |

## Sources
- (en) Cet article est partiellement ou en totalité issu de l’article de Wikipédia en anglais intitulé « Death and the Maiden (song) » (voir la liste des auteurs).